# Saison 1979 de l'ATP

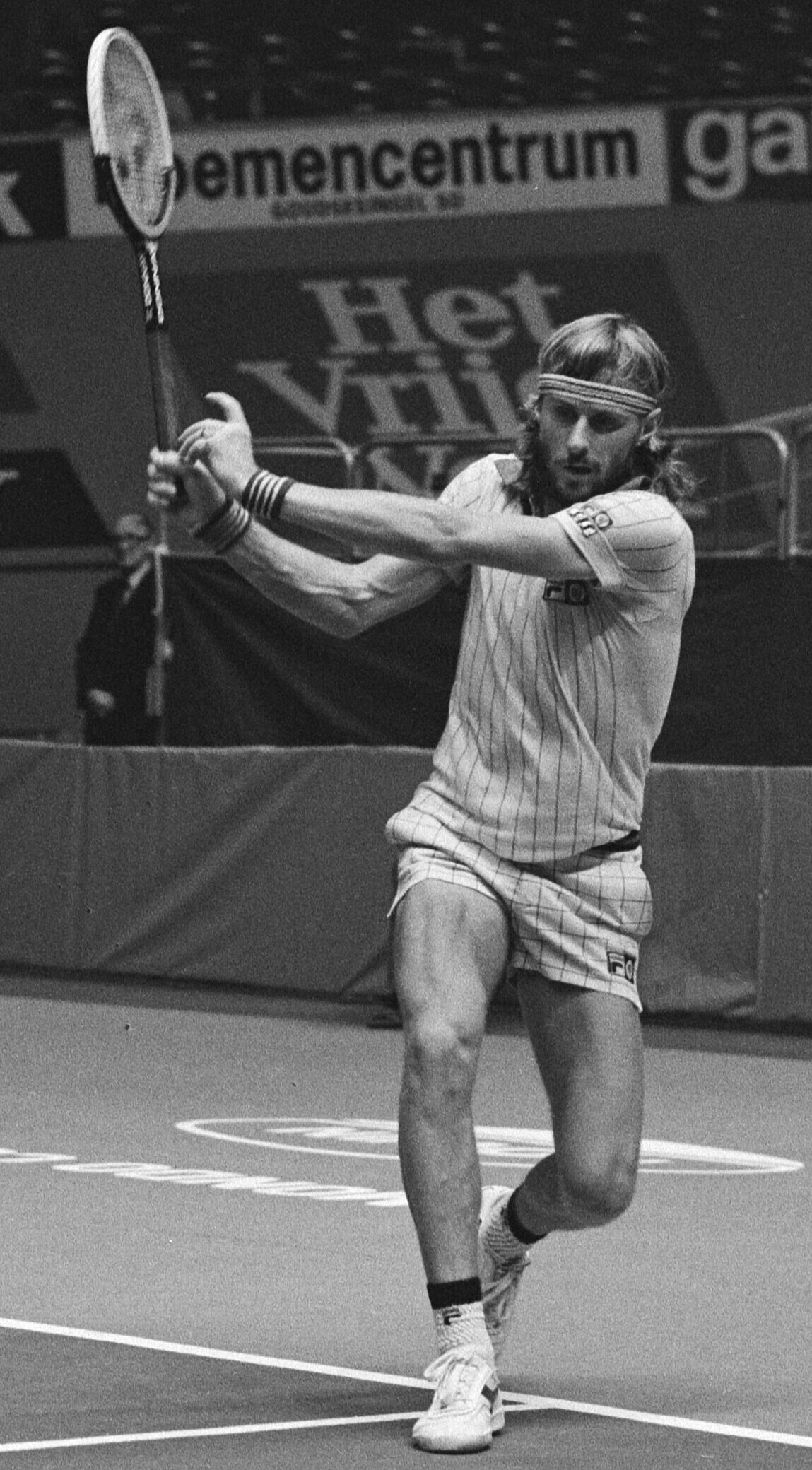
Björn Borg, 1979.

Résultats des principaux tournois de tennis organisés par l'ATP en 1979. 

## Résultats
| Date  | Tournoi         | Tournoi | Dotation  | Surface      | Vainqueur       | Vainqueur | Finaliste        | Finaliste | Score                   | Tableau |
| ----- | --------------- | ------- | --------- | ------------ | --------------- | --------- | ---------------- | --------- | ----------------------- | ------- |
| 28/05 | Roland-Garros   |         | $ 375 000 | Terre battue | Björn Borg      |           | Víctor Pecci     |           | 6-3, 6-1, 6-7, 6-4      | Tableau |
| 25/06 | Wimbledon       |         | $ 300 000 | Herbe        | Björn Borg      |           | Roscoe Tanner    |           | 6-7, 6-1, 3-6, 6-3, 6-4 | Tableau |
| 27/08 | US Open         |         | $ 300 000 | Dur          | John McEnroe    |           | Vitas Gerulaitis |           | 7-5, 6-3, 6-3           | Tableau |
| 24/12 | Australian Open |         | $ 350 000 | Herbe        | Guillermo Vilas |           | John Sadri       |           | 7-6, 6-3, 6-2           | Tableau |
| 07/01 | Masters         |         | $ 400 000 | Synthétique  | Björn Borg      |           | Vitas Gerulaitis |           | 6-2, 6-2                | Tableau |

## Classement final ATP 1979
| N° | Joueur            | Pays | Evolution |
| -- | ----------------- | ---- | --------- |
| 1  | Björn Borg        |      | +1        |
| 2  | Jimmy Connors     |      | −1        |
| 3  | John McEnroe      |      | +1        |
| 4  | Vitas Gerulaitis  |      | +1        |
| 5  | Roscoe Tanner     |      | +6        |
| 6  | Guillermo Vilas   |      | −3        |
| 7  | Arthur Ashe       |      | +6        |
| 8  | Harold Solomon    |      | +1        |
| 9  | José Higueras     |      | +5        |
| 10 | Eddie Dibbs       |      | −4        |
| 11 | Víctor Pecci      |      | +35       |
| 12 | Gene Mayer        |      | +52       |
| 13 | Peter Fleming     |      | +13       |
| 14 | Hans Gildemeister |      | +13       |
| 15 | Wojtek Fibak      |      | +6        |
| 16 | José Luis Clerc   |      | −1        |
| 17 | Brian Gottfried   |      | −10       |
| 18 | Pat Dupré         |      | +15       |
| 19 | Manuel Orantes    |      | −7        |
| 20 | Ivan Lendl        |      | +54       |